# Heinz Drewes

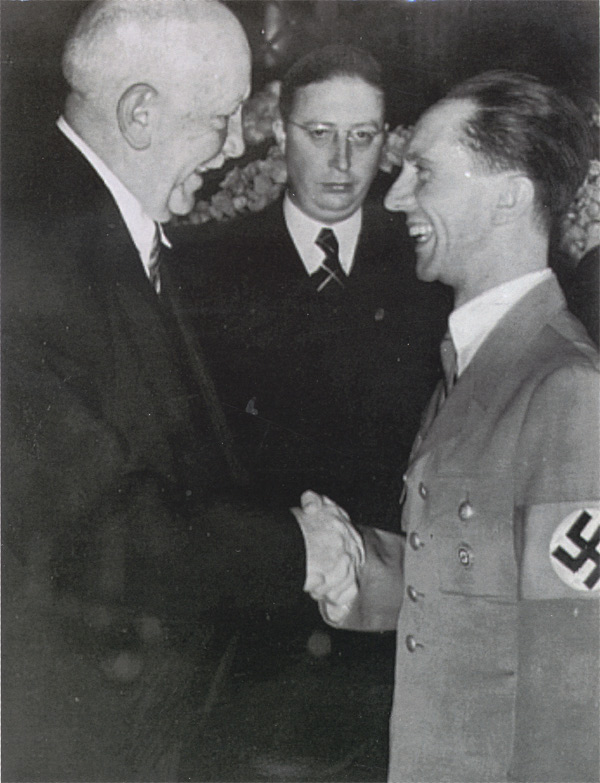
Richard Strauss (links), Generalintendant Heinz Drewes (Mitte) und Joseph Goebbels bei den Reichsmusiktagen 1938 in Düsseldorf.

Heinz Drewes (* 24. Oktober 1903 in Gelsenkirchen; † 16. Juni 1980 in Nürnberg) war ein deutscher Dirigent und Kulturfunktionär. Von 1937 bis 1944 war er Leiter der Abteilung X (Musik) im Reichsministerium für Volksaufklärung und Propaganda. Ihm unterstanden damit die Reichsstelle für Musikbearbeitungen, die Auslandsstelle für Musik und das Amt für Konzertwesen. Zugleich war er einer von zwei Vizepräsidenten der Reichskulturkammer.

## Leben
Heinz Drewes studierte bei Heinz Tiessen. Er trat zum 1. Dezember 1931 in die NSDAP ein (Mitgliedsnummer 847.794). Drewes war Kapellmeister am Landestheater Altenburg (Thüringen) und gründete dort eine Ortsgruppe des Kampfbundes für deutsche Kultur. 1932 wurde er dort Generalmusikdirektor und ein Jahr später Generalintendant (1933–1937). Am 29. Juli 1933 wurde er in Köln mit einer Dissertation über die Komponistin Maria Antonia Walpurgis zum Dr. phil. promoviert. 1936/1937 war er städtischer Musikbeauftragter in Altenburg. Von 1937 bis 1944 leitete er die neugegründete Abteilung für Musik im Reichsministerium für Volksaufklärung und Propaganda und war damit einer der wichtigsten Funktionäre für Musikpolitik während der NS-Zeit. 1937 wurde er zum Reichskultursenator ernannt. Im Rahmen der Reichsmusiktage (vom 22. bis zum 29. Mai 1938 in Düsseldorf) wurde im Kunstpalast am Ehrendorf die Ausstellung „Entartete Musik“ gezeigt. Drewes war mitverantwortlich für diese Ausstellung. Mit dem Reichsmusikkammerpräsidenten Peter Raabe bestand ein ständiges Konkurrenzverhältnis. 1942 wurde er Vorsitzender der neugegründeten deutschen Jean Sibelius Gesellschaft. Trotz uk-Stellung meldete er sich 1944 zum Kriegseinsatz.
Nach erfolgter Entnazifizierung lebte er nach 1945 in Nürnberg und schrieb Musikkritiken für das Nürnberger Abendblatt. In der Nachkriegszeit war er als Dirigent zum Beispiel für die Erstaufnahme von Felix Draesekes Symphonia Tragica op. 40 verantwortlich. Aufgrund seiner hohen Position im „Dritten Reich“ erschienen alle Aufnahmen von ihm unter dem Pseudonym Hermann Desser.

## Schriften
- Maria Antonia Walpurgis als Komponistin. Robert Noske Verlag, Borna 1934 (Druckfassung der zugelassenen Dissertation, Köln 1933).